# Norbert Sulyok
Norbert Sulyok (* 18. September 1967) ist ein österreichischer Polizeibeamter und Politiker (ÖVP). Sulyok war von 2005 bis 2015 Abgeordneter zum  Burgenländischen Landtag.

## Ausbildung und Beruf
Norbert Sulyok  besuchte von 1974 bis 1978 die Volksschule in Kohfidisch und im Anschluss die örtliche Hauptschule. 1982 wechselte er an das BORG Güssing, wo er 1986 maturierte. Sulyok leistete in der Folge seine Präsenzdienst als Einjährig-Freiwilliger ab und war ab 1987 Zeitsoldat und Ausbilder in Wien-Donaustadt.
1988 wurde Sulyok nach der Aufnahmeprüfung in Graz zum Landesgendarmeriekommando Steiermark einberufen, wo er 1989 seine Dienstprüfung mit Auszeichnung ablegte. Nach der Dienstverrichtung bei den Gendarmerieposten Marz, Oberpullendorf und St. Michael besuchte er die Gendarmeriezentralschule in Mödling, die er ebenfalls mit Auszeichnung abschloss. Danach wurde er zum Stellvertreter des Postenkommandanten in Großwarasdorf bestellt. Er war dabei der damals jüngste Postenkommandant-Stellvertreter des Burgenlands und der zweitjüngste Österreichs. Derzeit ist er Sachbearbeiter am Bezirkspolizeikommando Oberwart.

## Politik
Sulyok wurde 1997 in den Gemeinderat von Kohfidisch gewählt und war ab 2002 Vizebürgermeister der Gemeinde. Zudem war Sulyok ÖVP-Ortsparteiobmann von Kirchfidisch. Bei der Gemeinderats- und Bürgermeisterdirektwahl im Oktober 2007 gewann Sulyok die Wahl mit 59 Prozent der Stimmen gegen den bisherigen Bürgermeister der Gemeinde Schuch (SPÖ) und wurde zum neuen Bürgermeister der Gemeinde gewählt. Sulyok konnte mit der ÖVP auch die Mehrheit im Gemeinderat erringen.  Im Jahr 2012 wurde er mit 70,3 Prozent als Bürgermeister bestätigt und konnte im Gemeinderat eine Zwei Drittel-Mehrheit erreichen.
Neben seiner Tätigkeit als Bürgermeister ist Sulyok auch beim ÖAAB aktiv und derzeit ÖAAB-Obmann im Bezirk Oberwart. und außerdem Landesobmann-Stellvertreter des ÖAAB. Des Weiteren hat Sulyok im Bezirk Oberwart die Funktion des Obmann-Stellvertreters im Burgenländischen Gemeindebund inne.
Sulyok war ab 25. Oktober 2005 Mitglied des burgenländischen Landtags und in der XIX. und XX. Gesetzgebungsperiode Mitglied im Agrarausschuss sowie Mitglied im Immunitäts- und Unvereinbarkeitsausschuss. Sulyok war zudem Bereichssprecher für Pendler und Arbeitnehmer. Bei den Landtagswahlen in den Jahren 2005 und 2010 konnte Sulyok jeweils das Vorzugsstimmenmandat im Bezirk Oberwart erreichen.